# Дужий Іван Атанасійович
Іва́н Атана́сійович Ду́жий (1911, с. Карів, Рава-Руський повіт, Королівство Галичини і Володимирії, Австро-Угорська імперія, тепер Сокальський район, Львівська область — 23 квітня 1941, тюрма «Бригідки», Львів) — середущий син в сім'ї Дужих, організатор драматичного гуртка в с. Карові.

## Біографія
Іван Атанасійович Дужий народився у 1912 році в с. Карові Рава-Руського повіту, тепер Сокальського району, в багатодітній селянській сім'ї. Іван — середущий з братів, відрізнявся від них ростом і силою. Враховуючи фізичні дані середущого сина Івана, батьки залишили його на господарстві, а старшого Миколу і молодшого Петра послали вчитись у вищу школу. Іван закінчив тільки сільську школу. Але під впливом старшого брата Миколи займався самоосвітою.
У вільний від роботи час Іван брав участь в громадській роботі села. Був членом молодіжно-спортивного товариства «Луг». Брав активну участь в театральному гуртку при читальні «Просвіта», згодом став його режисером. Карівський театральний гурток під режисурою Івана Дужого займав перше місце в Рава-Руському повіті.
Друга світова війна порушила встановлений плин життя. У 1939 році до Карова прийшли більшовики. В лютому 1940 року радянська влада заарештувала Івана Дужого, а його родину — маму, дружину і дві маленькі донечки вивезли цього ж року до Казахстану. Іван не повернувся живим із Львівської тюрми «Бригідки». За довідкою з тюрми вказується 23 квітня 1941 р. як дата смерті. Місце поховання невідоме.
З довідок архіву відомо, що Іван Дужий був заарештований 23 березня 1940 як член «контреволюційної організації» та звинувачувався за підозрою у вчиненні злочину, передбаченого ст. 54-11 КК УРСР, утримувався в тюрмі «Бригідки», де за довідкою помер від туберкульозу. Проте односельчани вважають, що Іван помер від побоїв у тюрмі.

## Вшанування пам'яті

### Вулиця Братів Дужих у Львові
18 серпня 2022 року на сесії Львівської міської ради підтримано рішення про перейменування ще 20 вулиць у місті Львові. Зокрема, вулицю Володимира Комарова (названу на честь радянського астронавта) переназвати вулицею Братів Дужих. Перед цим на відкритому онлайн голосуванні серед інших пропозицій, ця назва перемогла отримавши 51%, 6879 голосів

## Рід Дужих
- Дужі (рід)
- Петро Дужий
- Микола Дужий